# Kościół św. Edyty Stein w Lublińcu
Kościół św. Edyty Stein w Lublińcu – kościół rzymskokatolicki znajdujący się w Lublińcu, w dzielnicy Steblów; diecezjalne sanktuarium.
Patronka parafii jest jednocześnie patronką Lublińca.

## Historia
W 1981 uzyskano zezwolenie na przeniesienie zabytkowego kościoła św. Anny z centrum Lublińca na teren dzielnicy Steblów i otrzymano zgodę na wybudowanie nowego kościoła.
W związku z wyniesieniem na ołtarze w 1987 r. Edyty Stein, związanej rodzinnie i emocjonalnie z Lublińcem, w 1989 Kuria Diecezjalna w Katowicach uzyskała reskrypt Stolicy Apostolskiej nadający budowanemu kościołowi wezwanie bł. Teresy Benedykty od Krzyża (Edyty Stein). Był to wtedy jedyny kościół w Europie pod tym wezwaniem.
W 1984 parafia nabyła od ojców Oblatów z Lublińca drewniany barak katechetyczny, w którym zaczęto odprawiać Msze św. i katechizować dzieci. Kościół św. Anny pozostał na dawnym miejscu, a budowę nowej świątyni na Steblowie rozpoczęto w lipcu 1985.
1 lipca 1991 r. erygowano na Steblowie parafię św. Teresy Benedykty od Krzyża.
Konsekracji kościoła dokonano 8 grudnia 1991. 30 lat później, 8 grudnia 2021, świątynia została podniesiona przez bpa Jana Kopca do rangi diecezjalnego sanktuarium.

## Dzwonnica i dzwony
Obok kościoła stoi murowana dzwonnica wybudowana w 1998 roku. Jest to obiekt wzniesiony na planie wydłużonego prostokąta, trzystopniowy z trzema otworami zamkniętymi łukiem w każdym stopniu. Najwyższa część dzwonnicy nakryta jest łamanym dachem, a dwie niższe części dachami dwuspadowymi. 
Obiekt wraz z dzwonami został poświęcony 13 grudnia 1998 roku.
Na dzwonnicy zawieszone są cztery dzwony:
|                   | Imię                           | Waga (kg) | Ton uderzeniowy | Rok odlania | Odlewnia                           |
| ----------------- | ------------------------------ | --------- | --------------- | ----------- | ---------------------------------- |
| Najmniejszy dzwon | Św. Anna                       | ~100 kg   | fis"            | 1998        | Ludwisarnia Felczyńskich, Taciszów |
| Mały dzwon        | Jan Paweł 2                    | ~270 kg   | cis"            | 1998        | Ludwisarnia Felczyńskich, Taciszów |
| Średni dzwon      | Św. Teresa Benedykta od Krzyża | ~580 kg   | gis'            | 1998        | Ludwisarnia Felczyńskich, Taciszów |
| Duży dzwon        | Maryja Józef                   | ~850 kg   | fis'            | 1998        | Ludwisarnia Felczyńskich, Taciszów |